# Tianwa Yang
Tianwa Yang (vereinfachte Version in der chinesischen Schrift: 杨天娲; im traditionellen Chinesisch: 楊天媧; in Pinyin: Yáng Tiānwā) (* 8. April 1987 in Peking) ist eine chinesische Geigerin. Sie lebt in Kassel, wo sie seit 2012 als Dozentin an der Musikakademie tätig ist

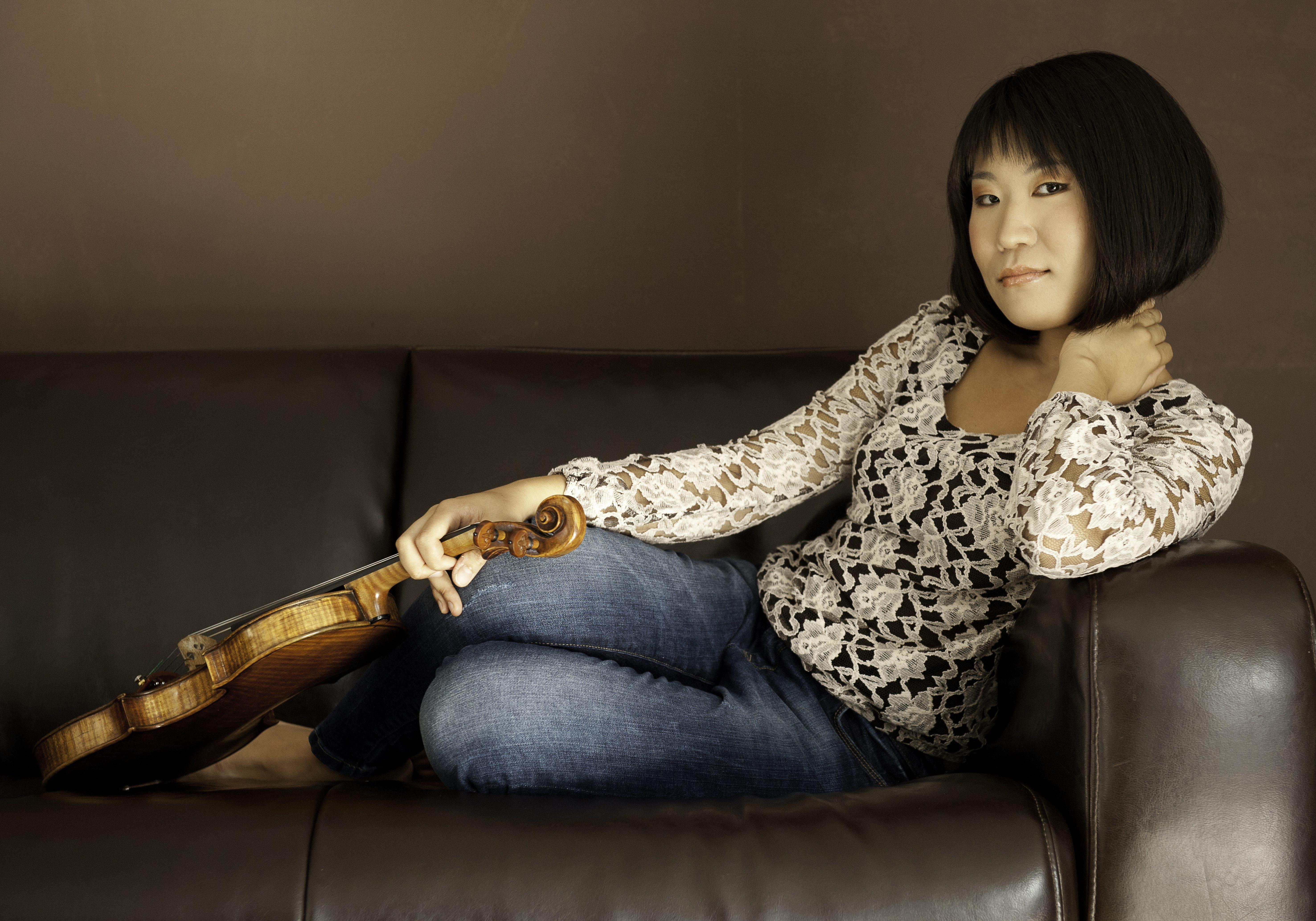
Tianwa Yang

## Jugend
Tianwa Yang ist die Tochter eines Kfz-Mechanikers und einer Buchhalterin. Vielleicht hätte man ihr Talent nie erkannt, wenn sie nicht durch Zufall mit vier Jahren in den einzigen Musikkindergarten in ganz Peking aufgenommen worden wäre, einen Kindergarten, der für sie am verkehrsgünstigsten zu erreichen war. Dort erkannte man ihre musikalische Begabung und ihr absolutes Gehör. Da ihre Eltern aus finanziellen Gründen ihr kein Klavier zur Verfügung stellen konnten, musste sie mit einer Geige vorliebnehmen, für die das Geld ihrer Eltern reichte. Es sollte ein Glücksfall sein, wie sich schon in ihrer frühen Jugend herausstellte.
Im Alter von 10 Jahren begann sie ein Violinstudium am Zentralen Musikkonservatorium in Peking bei Lin Yao Ji (1937–2009). Auf dessen Veranlassung spielte sie im Alter von 13 Jahren die 24 Capricen Niccolò Paganinis auf CD ein und wurde von der Presse als „Stolz Chinas“ gefeiert. Nach einem Auftritt auf dem Pekinger Musik Festival 1999, wurde Isaac Stern auf sie aufmerksam und lud sie in die Vereinigten Staaten ein. 2001 debütierte sie in Europa mit dem Radio Symphonie Orchester Prag. 2003 gestaltete sie mit dem Orchester der Bayerischen Staatsoper ein Solokonzert, bei dem sie mit Prokofjews 2. Violinkonzert brillierte. Paris, Stockholm, Frankfurt und Wien schlossen sich diesem Konzert an. Noch in diesem Jahr bot ihr der Deutsche Akademische Austauschdienst (DAAD) ein zweijähriges Kammermusikstudium bei Jörg-Wolfgang Jahn an der Musikhochschule Karlsruhe an, das sie noch im selben Jahr aufnahm. Nach ihren eigenen Worten „war (sie) geschockt, dass der Unterricht hier nicht über Druck funktioniert(e), sondern man weitestgehend versucht(e), nicht nur durch Fleiß voranzukommen“.

## Künstlerisches Wirken
Als Solistin wirkte sie in Europa schon zu Beginn ihrer Karriere bei international angesehenen Orchestern mit. Darunter dem Royal Philharmonic Orchestra London, dem BBC Philharmonic Orchestra, dem Orchester der Bayerischen Staatsoper, der Deutschen Radio Philharmonie, dem MDR-Sinfonieorchester Leipzig, dem Royal Liverpool Philharmonic Orchestra, dem Philharmonischen Orchester Helsinki, dem Orchestre Philharmonique de Strasbourg, dem Malmö Symphony Orchestra, dem St. Petersburg Symphony Orchestra und der Warschauer Philharmonie. Ebenso in Nordamerika u. a. mit den Symphonieorchestern von Detroit, Seattle, Baltimore und Vancouver, Gastspiele gab sie in Asien beim China Philharmonic Orchestra, beim Hong Kong Philharmonic Orchestra, beim Malaysian Philharmonic Orchestra und beim Korean Broadcast Symphony Orchestra in Seoul sowie in Neuseeland beim New Zealand Symphony Orchestra. Eine Auswahl ihrer Zusammenarbeit mit weltweit anerkannten Dirigenten waren Günther Herbig, Yoel Levi, Gerard Schwarz, Vassily Sinaisky und Marc Albrecht.
In renommierten Konzertsälen wie der Berliner Philharmonie, dem Gewandhaus in Leipzig, der Wigmore Hall in London, dem Salle Pleyel in Paris und dem Lincoln Center in New York gab Tianwa Yang als Solistin ihre Visitenkarte ab. Darüber hinaus gastierte sie bei den Schwetzinger SWR Festspielen, dem Montpellier Festival und dem Ravinia Festival in Chicago.
Als bevorzugtes Instrument benutzt sie eine Violine des Geigenbauers Guarneri del Gesù, die ihr der Unternehmer, Mäzen und Geigensammler Rin Kei Mei (Singapur) zur Verfügung stellte.
Neben ihren Gastspielen, Konzerttätigkeiten und als Dozentin an der Musikakademie Kassel unterrichtet Tianwa Yang auch als Professorin an der Hochschule der Künste Bern, wobei ihr fast akzentfreies Deutsch ihr und ihren Studierenden zustatten kommt.

## Diskographie
- 2016: Lalo / Manén Symphonie espagnole / Violinkonzert Nr.1; Naxos
- 2015: Mario Castelnuovo-Tedesco: Violin Concertos Nos. 1 and 2; Naxos
- 2012: Eugène Ysaÿe: 6 Sonatas for Solo Violin, Op. 27; Naxos
- 2010 / 2011: Felix Mendelssohn Bartholdy: Violinkonzerte, Sonate f-Moll (1823);
- 2010 / 2012: Pablo de Sarasate: Vol. 4 „Transkription“; Naxos
- 2012: Wolfgang Rihm: Gesamtwerk für Violine und Klavier mit Tianwa Yang, Violine und Nicholas Rimmer, Klavier; Naxos
- 2011: Live in concert in St. Petersburg: Violinkonzerte von Tschaikowski und Brahms; Naxos
- 2009: Pablo de Sarasate: „Music for Violin and Orchestra 4“ Fantasies on Don Giovanni and Der Freischütz, u. a.; Naxos
- 2009: Pablo de Sarasate: „Music for Violin and Orchestra 3“ Fantasies on The Magic Flute and Faust, u. a.: Naxos
- 2009: Pablo de Sarasate: „Music for Violin and Orchestra 2“ Fantasies on Carmen and Roméo et Juliette, u. a.; Naxos
- 2008: Pablo de Sarasate: „Music for Violin and Orchestra 1“ Zigeunerweisen; Airs espagnols; Viva Sevilla!, u. a.; Naxos
- 2007 / 2010: Pablo de Sarasate: Vol. 3 „Boléro; Sérénade andalouse“ u. a.; Naxos
- 2006: Pablo de Sarasate: Vol. 2 “Concert Fantasies” La forza del destino; Zampa; Martha; u. a.; Naxos
- 2004: Pablo de Sarasate: Vol. 1 “Spanish Dances” Serenata Andaluza; Balada; u. a.; Naxos
- 2009: Antonio Vivaldi / Astor Piazzolla: „Acht Jahreszeiten“; Naxos
- 2009: Astor Piazzolla: „Sinfonía Buenos Aires; Aconcagua; Las Cuatro Estaciones Porteñas“; Naxos
- 2007: Naxos 20th Anniversary Concert DVD mit Tianwa Yang, Violine und Markus Hadulla, Klavier; Naxos
- 2006: Carl-Flesch-Akademie[7] – 9. Lions-Preisträgerkonzert 2006 Max Bruch: Violinkonzert g-Moll, op. 26; Bella Musica[8]
- 2000: Yang Tianwa „13-years-old plays Paganini 24 Caprices“: Hugo classical

## Auszeichnungen
- 2014 ECHO Klassik in der Kategorie Nachwuchskünstler des Jahres
- 2014 Jahrespreis der Deutschen Schallplattenkritik[9]
- 2015 Echo Klassik in der Kategorie Instrumentalistin des Jahres
- 2022 Opus Klassik Kategorie: Instrumentalistin des Jahres